# Wolfgang Hermann
Wolfgang Hermann (27 de  septiembre 1961 en Bregenz) es un escritor austríaco.

## Biografía
Wolfgang se crio en Dornbirn en el estado federado austríaco de Vorarlberg y a partir de 1981 estudió las carreras de Filosofía y de Filología Alemana en la Universidad de Viena. En 1986 se doctoró en filosofía con una tesis sobre Friedrich Hölderlin. Posteriormente fue colaborador científico en la Universidad de Viena. Desde 1987 trabaja como escritor autónomo. En 1992 participó en el Premio Ingeborg-Bachmann de 1992 en Klagenfurt. De 1996 a 1998 trabajó como profesor lector en la Universidad Sofía de Tokio.
Wolfgang Hermann escribe prosa, lírica, teatro y radioteatro. Es miembro del PEN Club Internacional en Alemania.
De 1987 a 1990 vivió en Berlín, posteriormente en París y en Aix-en-Provence. En la actualidad vive en Viena.

## Premios y distinciones
- 1987 Premio de Literatura de la Fundación Ponto
- 1990 Beca de literatura de Vorarlberg
- 1992 Premio Theodor Körner
- 1994 Premio del Congreso Internacional del Lago de Constanza
- 1999 Beca anual del estado federado de Baden-Württemberg
- 2000 Premio de la ciudad de Rauris
- 2002 Premio de Literatura Siemens
- 2003 Premio de la ciudad de Puchberg
- 2005 Beca de la Herrenhaus Edenkoben
- 2006 Premio Anton Wildgans
- 2007 Premio austríaco para el fomento de la literatura
- 2013 Mención honorífica del Ministerio federal para Arte y Cultura por "Schatten auf dem Weg durch den Bernsteinwald"
- 2020 Mención honorífica del Ministerio federal para Arte y Cultura por "Walter oder die ganze Welt"

## Obra

### Libros
. Das schöne Leben. Prosa. Múnich 1988
. Mein Dornbirn. Ensayo. Hard 1991.
- Die Namen die Schatten die Tage. Prosa. Berlín 1991.
- Die Farbe der Stadt. Novela. Bensheim  1992.
- París, Berlín, Nueva York. Verwandlungen. Berlín 1992.
- Schlaf in den Fugen der Stadt. Prosa poética. Salzburgo 1993.
- In kalten Zimmern. Relatos. Frácfort 1997.
- Fliehende Landschaft. Novela. Innsbruck 2000.
- Ins Tagesinnere. Poemas. Salzburgo 2002.
- Das japanische Fährtenbuch. Prosa. Feldkirch 2003.
- Das Gesicht in der Tiefe der Straße. Momente einer Stadt. Prosa. Salzburgo 2004.
- Herr Faustini verreist. Novela. Viena 2006.
- Die Unwirklichkeit. Relatos. Horn 2006.
- Fremdes Ufer. Legenden. Hohenems 2007.
- Herr Faustini und der Mann im Hund. Novela. Viena 2008.
- Konstruktion einer Stadt. Prosa. Innsbruck 2009.
- Mit dir ohne dich. Roman. Innsbruck 2010.
- In Wirklichkeit sagte ich nichts. Relatos. Univ. Press, Innsbruck 2010, ISBN 978-3-902719-38-6.
- Die Augenblicke des Herrn Faustini. Novela, Haymon-Verlag, Innsbruck 2011, ISBN 978-3-85218-696-2.
- Abschied ohne Ende. Relato, Langen Müller Verlag, Múnich 2012, ISBN 978-3-7844-3291-5.

- Schatten auf dem Weg durch den Bernsteinwald. Poemas. Limbus Verlag, Innsbruck 2013, ISBN 978-3-902534-93-4-
- Die Kunst des unterirdischen Fliegens. Novela, Langen Müller Verlag, München 2015, ISBN 978-3-7844-3369-1
- Die letzten Gesänge. Relatos, Limbus Verlag, Innsbruck 2015
- Herr Faustini bleibt zu Hause. Novela, Langen Müller Verlag, München 2016
- Das japanische Fährtenbuch. Limbus Verlag, Innsbruck 2017 (Nueva edición ampliada con un epílogo de Reinhard Kaiser-Mühlecker)
- Die Tiere und die Wörter. Illustrationen von Katharina Sieg. Nilpferd Verlag, Wien 2018 (Libro para niños)
- Walter oder die ganze Welt. Relato. Limbus Verlag, Innsbruck 2020
- Munks Theorie. Relato. Punktum Verlag, Hamburg 2020
- Der Lichtgeher. Relato. PalmArtPress, Berlín 2020
- Herr Faustini bekommt Besuch. Novela. Limbus Verlag, Innsbruck 2021
- Insel im Sommer. Relato. Czernin Verlag, Wien 2022
- Bildnis meiner Mutter. Relato. Czernin Verlag, Wien 2023
- Der Garten der Zeit. Con dibujos de Timna Brauer. Czernin Verlag, Wien 2023
- Herr Faustini und die Glatze der Welt. Novela. Milena Verlag, Wien 2025

### Libretos
- Atemanfall. Ein pneumatisches Stück. Música: Norbert Dehmke. Festival Internacional de Música de Feldkirch, noviembre de 2002.
- Totentanz. Oratorio de Wolfgang Sauseng. Festival Osterklang. Viena, abril de 2009.
- Der leuchtende Fluß. Ópera de Johanna Doderer. Teatro de Erfurt, octubre de 2010.
- Bruno. Ópera de Jakub Sarwas según la obra de teatro homónima de Wolfgang Hermann. Festival de teatro contemporáneo, Osnabrück, septiembre de 2007.

### Teatro
- Bruno. Pieza de teatro. Teatro de Vorarlberg, Bregenz, abril de 2000.
- Brokers Opera. Obra de encargo para la compañía Aktionstheater. Coautora: Daniela Egger. Dirección: Martin Gruber. Bregenzer Frühling, Bregenz, mayo de 2002.
- Die Agentinnen. Coautora: Daniela Egger. Estreno escénico con lectura durante las jornadas en torno a la literatura en Rauris, marzo de 2000.
- Gespenster. Drama corto. Obra de encargo para las jornadas de teatro en el Tirol, junio de 2009.
- Schamanen-Simulation. Coautora: Daniela Egger. Estreno escénico con lectura en Art, Lago de Constanza. Dirección: Nikolaus Scholz, Dornbirn, julio de 2003.
- Tamamu. Colectivo de artistas bajo la dirección de Roman Scheidl. A partir 1999, performances de textos de Wolfgang Hermann en centros culturales en diferentes países europeos y también en Japón. Colaboraciones en el Café Tamamu en el programa Alpha de la televisión bávara.
- Shanghái. teatro. Thomas Sessler Verlag, Wien
- Als könnt ich einfach fort von hier. Monólogo. Thomas Sessler Verlag, Wien
- Odenheim.teatro. Drei Masken Verlag. Múnich

### Radioteatro
- Im Dunkel der Städte. Dirección: Manfred Mixner. Emisora: Freies Berlin 1995.
- Vanessa. Dirección: Augustin Jagg. ORF Vorarlberg 1995.
- Julia. Dirección: Heinz Hartwig. ORF Estiria 1996.
- Bruno. Dirección: Heinz Hartwig. ORF Estiria 1997.
- Die Agentinnen. Coautora: Daniela Egger. Dirección: Klaus Gmeiner. ORF Salzburgo 2000. (Premio de fomento de la ciudad de Rauris 2000)
- www.moses.at. Coautorin: Daniela Egger. Dirección: Heinz Hartwig. ORF Estiria 2000.
- Schamanen-Simulation. Coautora: Daniela Egger. Dirección: Ulrich Lampen. SWR 2002 (Dirección: Nikolaus Scholz. ORF 2003).

### Traducciones
- Andy Warhol / Truman Capote: Ein Sonntag in New York, Berlín 1993.

## Libros en español
Despedida que no cesa [Abschied ohne Ende]. Cáceres: Editorial Periférica, 2016. Traducción de Richard Gross.
París, Berlín, Nueva York. Transformaciones (París, Berlín, Nueva York. Verwandlungen). Cáceres: Editorial Periférica, 2022. Traducción de Jorge Seca.